# Richard Krautheimer

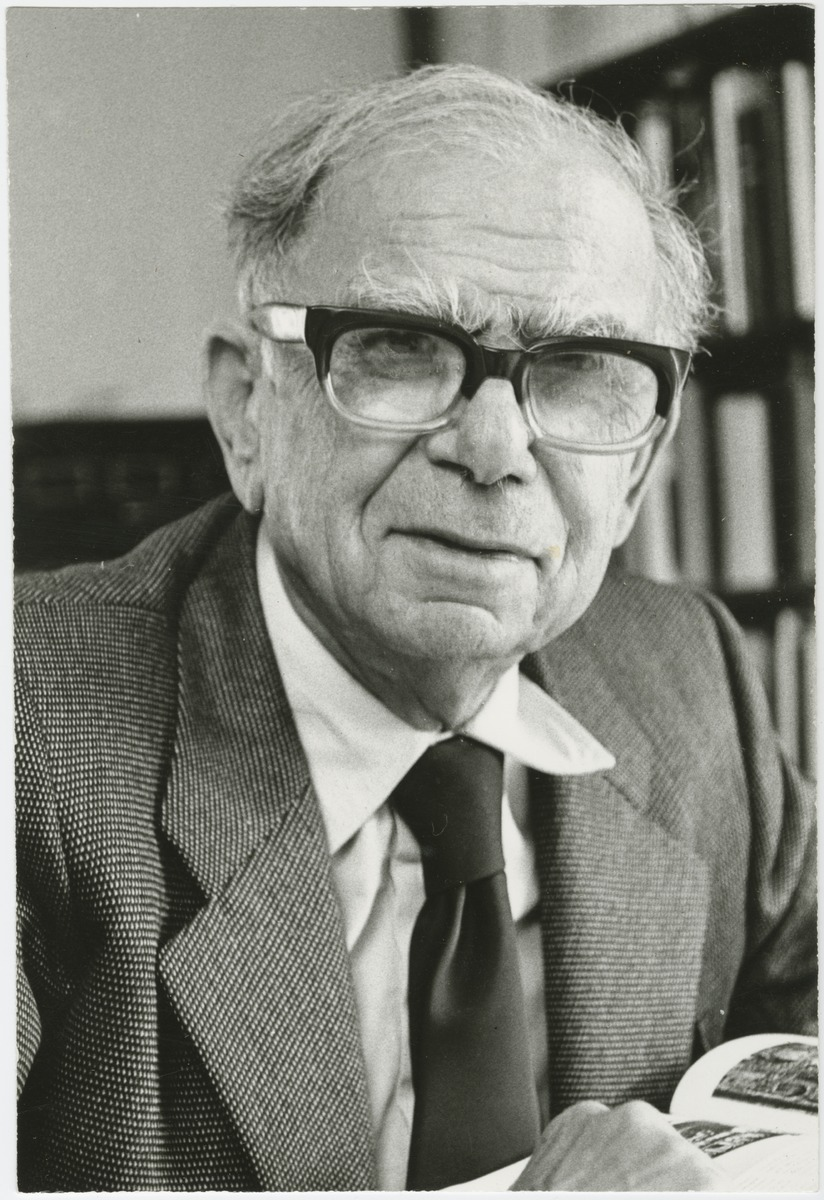
Richard Krautheimer

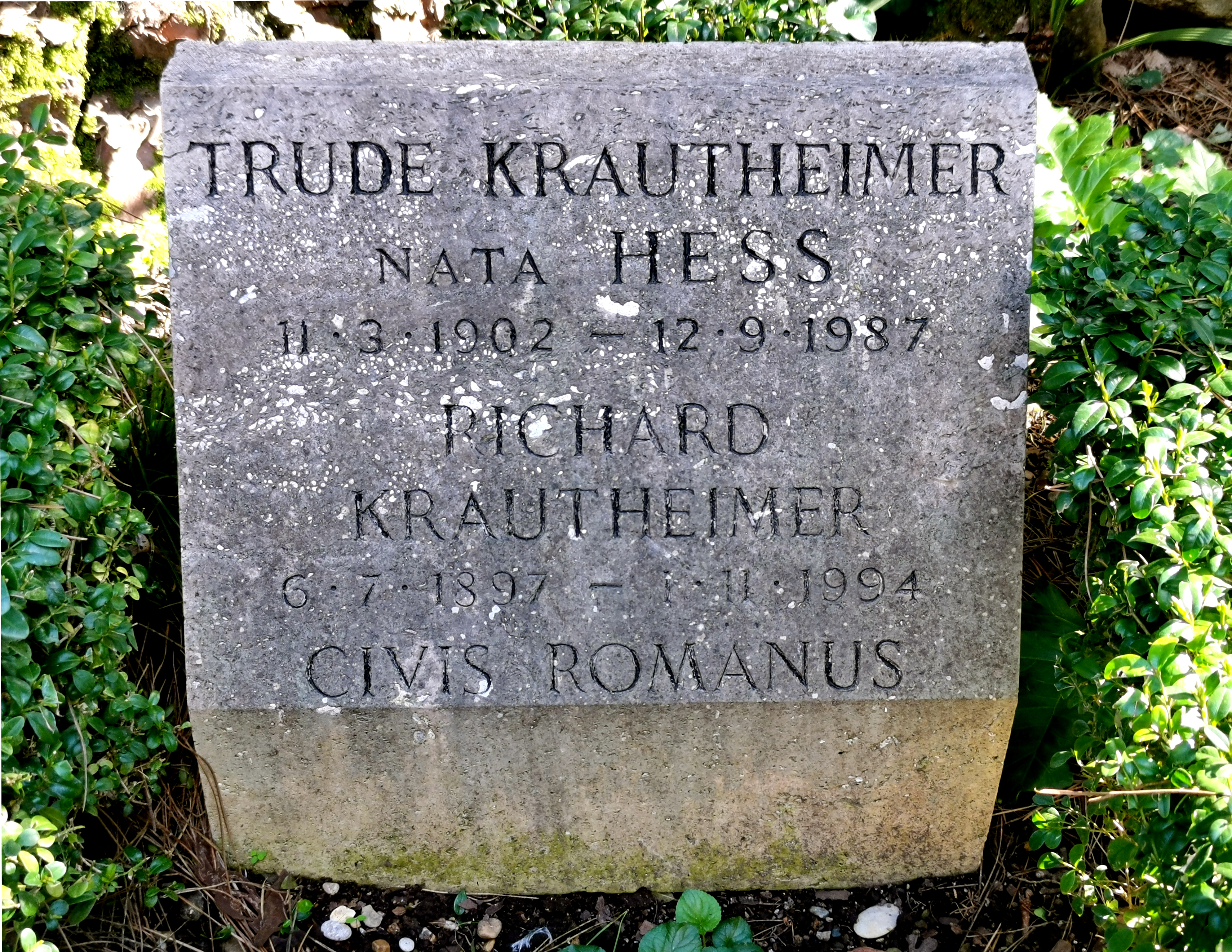
Grab auf dem Nichtkatholischen (Protestantischen) Friedhof Rom

Richard Krautheimer (* 6. Juli 1897 in Fürth; † 1. November 1994 in Rom) war ein deutsch-amerikanischer Kunsthistoriker.

## Leben
Krautheimer, Sohn von Nathan (1854–1910) und Martha Krautheimer, geb. Landmann (1875–1967), entstammt einer der angesehensten jüdischen Familien Fürths. Seine Schwester Sophie (* 1900), Mutter des Historikers Gerard E. Caspary, wurde 1942 in Auschwitz ermordet, seine Schwester Lotte (verheiratete Friedman, 1909–2005) emigrierte 1934 nach Stockholm.
Zum Wintersemester 1916/17 immatrikulierte sich Krautheimer an der Universität München für das Studium der Geschichte. Da er jedoch zum Kriegsdienst eingezogen wurde, konnte er erst im Kriegsnotsemester 1919 sein Studium aufnehmen. Er studierte schon im ersten Semester Kunstgeschichte bei August Liebmann Mayer und Paul Frankl, daneben nahm er an Übungen in Germanistik, Philosophie, Geschichte, Griechischer Kunstgeschichte, Staats- und Staatsrechtslehre sowie Politik teil. Seit dem zweiten Semester war er Mitglied in Heinrich Wölfflins Kunsthistorischem Seminar. Im Wintersemester 1920/21 studierte er in Berlin, im SS 1921 in Marburg, seit dem Wintersemester 1921/22 in Halle. 1923 wurde Krautheimer in Halle bei Paul Frankl mit einer Arbeit über Die Kirchen der Bettelorden in Deutschland zum Dr. phil. promoviert. Im Winter 1923/24 arbeitete Krautheimer für die Preußische Denkmalpflege in Erfurt; hier lernte er die Kunsthistorikerin Trude Hess (1902–1987) kennen, die er im März 1924 heiratete. Später beschreibt er sich selbst in dieser Zeit als „ganz gescheit, aber schrecklich unsicher und deshalb arrogant; ungeschickt im Verkehr mit Menschen; ehrgeizig, stets in Opposition und recht ungezogen gegen die ältere Generation. Kein sehr netter junger Mann“.
1927 habilitierte sich Krautheimer bei Richard Hamann in Marburg mit der Arbeit Mittelalterliche Synagogen. In Marburg erhielt er die Venia Legendi. Im selben Jahr begann er die Arbeit am „Corpus Basilicarum Christianarum Romae“.
Im August 1933 emigrierte Krautheimer mit seiner Frau nach Rom und Ende 1935 weiter in die USA. Hier erhielt er eine Stelle an der University of Louisville und begründete dort die Kunstgeschichte. Seit 1937 lehrte Krautheimer am Vassar College in Poughkeepsie. Ferner hielt er alle zwei Semester Vorlesungen über Architekturgeschichte am Institute of Fine Arts der New York University. Dort lehrte er seit 1952 als Professor für Architekturgeschichte. Zudem war Krautheimer einer der Mitbegründer des 1946 am Warburg Institute und in Kooperation mit dem Institute of Fine Arts entstandenen Census-Forschungsprojekts.
1958 wurde er in die American Academy of Arts and Sciences, 1964 in die British Academy und 1965 in die American Philosophical Society gewählt. Mit 73 Jahren wurde Richard Krautheimer im Wintersemester 1970/71 am Institute of Fine Arts emeritiert. Er übersiedelte 1971 nach Rom, wo er im Gebäude der Bibliotheca Hertziana lebte. 1973 wurde er mit einem internationalen Antonio-Feltrinelli-Preis ausgezeichnet.
Während seiner wissenschaftlichen Tätigkeit hat sich Krautheimer immer wieder intensiv mit der Architektur Roms befasst. 1976 ging der fünfte und letzte Band des „Corpus Basilicarum Christianarum Romae“ in Druck. Am 21. April 1994 wurde er zum Ehrenbürger der Stadt Rom ernannt. Er wurde auf dem Cimitero acattolico in Rom begraben. 
Peter Brown nennt ihn den „besten Kenner der christlichen Architektur Roms im 5. Jahrhundert.“

## Veröffentlichungen (Auswahl)
- mit Wolfgang Frankl, Spencer Corbett und Alfred K. Frazer: Corpus basilicarum Christianarum Romae – Early Christian Basilicas of Rome, 5 Bände, Vatikanstadt 1937–1977.
- mit Trude Krautheimer-Hess: Lorenzo Ghiberti, Princeton 1956.
- Early Christian and Byzantine Architecture, Penguin Books, Harmondsworth 1965; 4. überarbeitete Auflage 1986.
- Rome. Profile of a City, Princeton University Press, Princeton 1980, ISBN 0-691-03947-X.
  - deutsch: Rom. Schicksal einer Stadt, 312–1308, C. H. Beck, München 1987.
- Three Christian Capitals. Topography and Politics. Rome, Constantinople, Milan, University of California Press, Berkeley 1983, ISBN 0-520-04541-6
- Ausgewählte Aufsätze zur europäischen Kunstgeschichte, Dumont, Köln 1988.